# 西新町 (徳島市)
西新町（にししんまち）は、徳島県徳島市の町名。新町地区に属している。西新町一丁目から西新町五丁目まで存在する。郵便番号は770-0902。

## 地理
徳島市の北東部に位置し、東は西船場町、西は西大工町に挟まれ、南は新町橋一丁目の商店街に隣接している。北は佐古橋で佐古一番町と結ばれる。

## 歴史
江戸時代から現在の町名。昭和17年からは一丁目から五丁目がある。
江戸期は徳島城下の町人町のひとつで、明治22年から徳島市の町名となる。現在は西船場町と西大工町の間に位置し、東は新町橋筋を挟んで東新町に、西は佐古橋に接続する県内屈指の商業地区で、歴史的に衣料品の問屋が軒を並べている。
江戸期には、新町川から船場町に続く二筋目の町で、西の眉山側には寺町があり、南は東新町・古物町、喜多は佐古となっていた。

## 世帯数と人口
2022年（令和4年）9月1日現在の世帯数と人口は以下の通りである。
| 町丁        | 世帯数  | 人口  |
| ----------- | ------- | ----- |
| 西新町1丁目 | 15世帯  | 27人  |
| 西新町2丁目 | 48世帯  | 88人  |
| 西新町3丁目 | 20世帯  | 47人  |
| 西新町4丁目 | 25世帯  | 58人  |
| 西新町5丁目 | 32世帯  | 60人  |
| 計          | 140世帯 | 280人 |

## 小・中学校の学区
市立小・中学校に通う場合、学区は以下の通りとなる。
| 番地 | 小学校             | 中学校             |
| ---- | ------------------ | ------------------ |
| 全域 | 徳島市立新町小学校 | 徳島市立富田中学校 |

## 交通

### 道路
一般国道
- 国道438号

## かつて存在した施設
- 西新町商店街
- 徳島商工会議所